# Arjun Appadurai
Pour les articles homonymes, voir Appadurai.
Arjun Appadurai, né en 1949 à Bombay en Inde, est un sociologue culturaliste et anthropologue qui étudie la modernité et la mondialisation. Il fait ses études aux États-Unis et notamment à l'université de Chicago où il obtient un M.A. et un Ph.D. et où il fut professeur. Ses principales études portent sur les conflits pendant la colonisation (1981) et sur les différences et les réappropriations culturelles dans la mondialisation. C'est un penseur qui s'oppose aux culturalistes comme Samuel Huntington.
Il a été élu membre de l'Académie américaine des arts et des sciences en 1997.

## Public Culture
Appadurai est le cofondateur de la revue Public Culture et le cofondateur et directeur de ING (Interdisciplinary Network on Globalization). Il a été conseiller de nombreuses organisations internationales comme les fondations Ford, Rockefeller, ainsi que de MacArthur, l'UNESCO et la Banque mondiale.

## Analyses d'Arjun Appadurai

### Analyse des écoles culturalistes
Il critique le culturalisme : pour lui la mondialisation n’est pas l'histoire de l’homogénéisation ; pour observer les aspects culturels de la mondialisation, il ne faut pas prendre la culture comme un objet. Il n’est pas possible de redécouvrir la culture comme si elle existait en dehors du groupe culturel. Cette vision présente un risque d’amalgame culture/ethnie/race ; la culture doit notamment être vue comme un instrument utilisé par les groupes culturels : c’est un instrument de mobilisation pour l’État, ou au contraire pour se démarquer du contexte national.

### Cricket en Inde
Il utilise l’exemple du cricket en Inde pour illustrer les mécanismes d’emprunt et de réinvention par une culture ; parle même d’une « indigénisation du cricket ».
Au départ le cricket représentait ainsi les valeurs traditionnelles de l’Angleterre coloniale : activité masculine, marquée par l’esprit du sport, le fair-play, le contrôle de soi, la loyauté. Il possédait également une forte valeur élitiste, en Angleterre comme en Inde. Un processus d’adaptation et de changement très poussé dans le cadre du nationalisme indien : au départ utilisé pour transmettre les valeurs anglaises dans l’Inde coloniale et pacifier les conflits entre communautés, des formations sont mises en place par l’élite traditionnelle indienne à partir des années 1920 et 1930. Ce processus a été encore plus net que dans les autres colonies ; cela a permis des déplacements, des échanges, et la mise en place de cadres indiens qui ont su faire du cricket un sport authentiquement indien, qui se développe dans les années 1930, parallèlement au nationalisme. Aujourd’hui le cricket reste très populaire et est toujours très fortement associé au nationalisme (notamment pour les matches contre le Pakistan). Le cricket illustre le processus d’appropriation de valeurs exogènes pour en faire des valeurs indiennes et l'indigénisation d’une pratique culturelle.
Les cultures sont mobilisées dans des processus d’invention et créent des continuités factices liées avec des enjeux de pouvoir contemporains.

### Critique de la notion de progrès
La constatation que la pensée des Lumières est à l'origine de l'universalisme abstrait que l'on trouve dans la logique de la globalisation conduit Arjun Appadurai à reprendre à son compte certaines critiques françaises de la notion de progrès : « Après la critique dévastatrice de Michel Foucault sur l'humanisme occidental et ses épistémologies cachées, il est devenu difficile de conserver une foi quelconque en l'idée de progrès, quelles que soient ses manifestations - anciennes ou récentes. »

## Autres activités
Arjun Appadurai est membre du Conseil d'orientation du Forum d'Avignon - Culture, économie, média.

### Ouvrages traduits en français
- Après le colonialisme : Les conséquences culturelles de la globalisation [« Modernity At Large:Cultural Dimensions of Globalization »], Payot, 2005, 326 p. (ISBN 978-2-228-90000-3), voir une recension dans Lectures, http://lectures.revues.org/18709.
- Géographie de la colère : La violence à l'âge de la globalisation [« Fear of Small Numbers:An Essay on the Geography of Anger »]  (trad. de l'anglais), Paris, Payot, 2009, 207 p. (ISBN 978-2-228-90408-7, BNF 41460891)
- Condition de l'homme global [« The Future as Cultural Fact: Essays on the Global Condition »]  (trad. de l'anglais), Paris, Payot, 2013, 432 p. (ISBN 978-2-228-90985-3, BNF 43704105)
- Collectif , préface de Heinrich Geiselberger (trad. de l'allemand par Frédéric Joly (anglais et allemand) et Jean-Marie Saint-Lu (espagnol)), L'Âge de la régression, Paris, éditions premier parallèle, 13 avril 2017, 316 p. (ISBN 979-10-94841-48-8, BNF 45287243)